# Mont-Saint-Jean, Aisne
Mont-Saint-Jean är en kommun i departementet Aisne i regionen Hauts-de-France i norra Frankrike. Kommunen ligger  i kantonen Aubenton som ligger i arrondissementet Vervins. År 2022 hade Mont-Saint-Jean 81 invånare.

## Befolkningsutveckling
Antalet invånare i kommunen Mont-Saint-Jean
Referens: INSEE